# بنهارد إي بي آر
بنهارد إي بي آر (بالفرنسيّة: Panhard EBR أو Panhard Engin Blindé de Reconnaissance، حرفيًا: مركبة بنهارد الاستطلاعيّة) هي سيّارة عسكريّة مُصفَّحة فرنسيّة الصنع طوّرتها شركة بانهارد لاستخدام الجيش الفرنسي، ثم تم تصديرها للاستخدام حول العالم. 

## التصميم
كانت هذه المدرعة ثمانيّة الدفع نموذجيّةً في الجيش الفرنسي خلال الخمسينات. وقد تبيّن لاحقًا أنها أثقل من اللازم بالنسبة إلى الكثير من المهام، ويمكن قيادتها باتجاهين متعاكسين.